# Национальная гвардия Нигера
Национальная гвардия Нигера (фр. Garde Nationale du Niger), ранее известная как Forces Nationales d’Intervention et de Securité (1997—2011) и Garde Republicaine  (1963—1997) — военизированный корпус Вооружённых сил Нигера под контролем Министерства внутренних дел, общественной безопасности и децентрализации. 
Корпус возглавляет старший командир национальной гвардии.

## История
Национальная гвардия была впервые создана в 1963 году как Республиканская гвардия под председательством президента Амани Диори. Из-за своей лояльности президенту Амани, после переворота 1974 года, совершённого президентом Сейни Кунче, она была реорганизована, чтобы обеспечить лояльность Сейни Кунче. В те годы гвардия была в первую очередь предназначена для защиты президента и состояла из отборных солдат, обученных марокканскими офицерами. После мирных соглашений 1995 года между правительством Нигера и повстанческими группировками туарегов гвардия была реорганизована и переименована в «Национальные силы вмешательства и безопасности» (фр. Forces Nationales d'Interventions and Securite, FNIS). Бывшие повстанцы были повторно включены в этот орган в соответствии с условиями мирных соглашений. Ранее находившаяся в ведении Министерства обороны, национальная гвардия была передана в ведение Министерства внутренних дел в 2003 году. Верная своим традициям, Национальная гвардия осталась верна президенту Мамаду Тандже в его попытке продлить его президентский срок сверх конституционных ограничений срока его полномочий. Позже, во время военного переворота 2010 года, Национальная гвардия безуспешно защищала президента Мамаду Танджу. В 2010 и 2011 годах несколькими правительственными указами и постановлениями была начата реорганизация и переименование в Национальную гвардию Нигера.
26 июля 2023 года солдаты Национальной гвардии Нигера задержали президента государства Мохамеда Базума, а другая группа солдат объявила о его свержении, закрыла границы государства, приостановила деятельность государственных учреждений и объявила комендантский час, сформировав Национальный совет по охране Родины (военную хунту). Это пятый военный переворот с момента обретения государством независимости в 1960 году.

## Задачи
Задачи национальной гвардии Нигера определены постановлением № 201-61, от 7 октября 2010 года, и включают следующие функции:
- мониторинг национальной территории;
- поддержание общественной безопасности и восстановление общественного порядка;
- защита общественных зданий, людей и их имущества;
- участие в обеспечении готовности к чрезвычайным ситуациям;
- проведение судебных и административных расследований;
- выполнение полицейских обязанностей в сельской местности и на пастбищах;
- оказание почётных услуг властям;
- обеспечение защиты республиканских учреждений;
- участие в оперативной территориальной обороне;
- обеспечение администрирования, управления и мониторинга тюрем;
- участие в деятельности по развитию в стране (например, гуманитарные операции);
- участие в миротворческой деятельности в соответствии с международными обязательствами, взятыми на себя Нигером;
- защита окружающей среды;
- поиск и выявление правонарушений, предусмотренных уголовным законодательством;
- оказание помощи административным органам, дипломатическим и консульским представительствам Нигера.